# Franzisca Hauke
Franzisca Hauke (10 de setembro de 1989) é uma jogadora de hóquei sobre a grama alemã, medalhista olímpica.

## Carreira
Franzisca Hauke integrou o elenco da Seleção Alemã Feminina de Hóquei Sobre Grama, nas Olimpíadas de 2016, conquistando a medalha de bronze.